# Edson Queiroz
Pour les articles homonymes, voir Queiroz (homonymie).

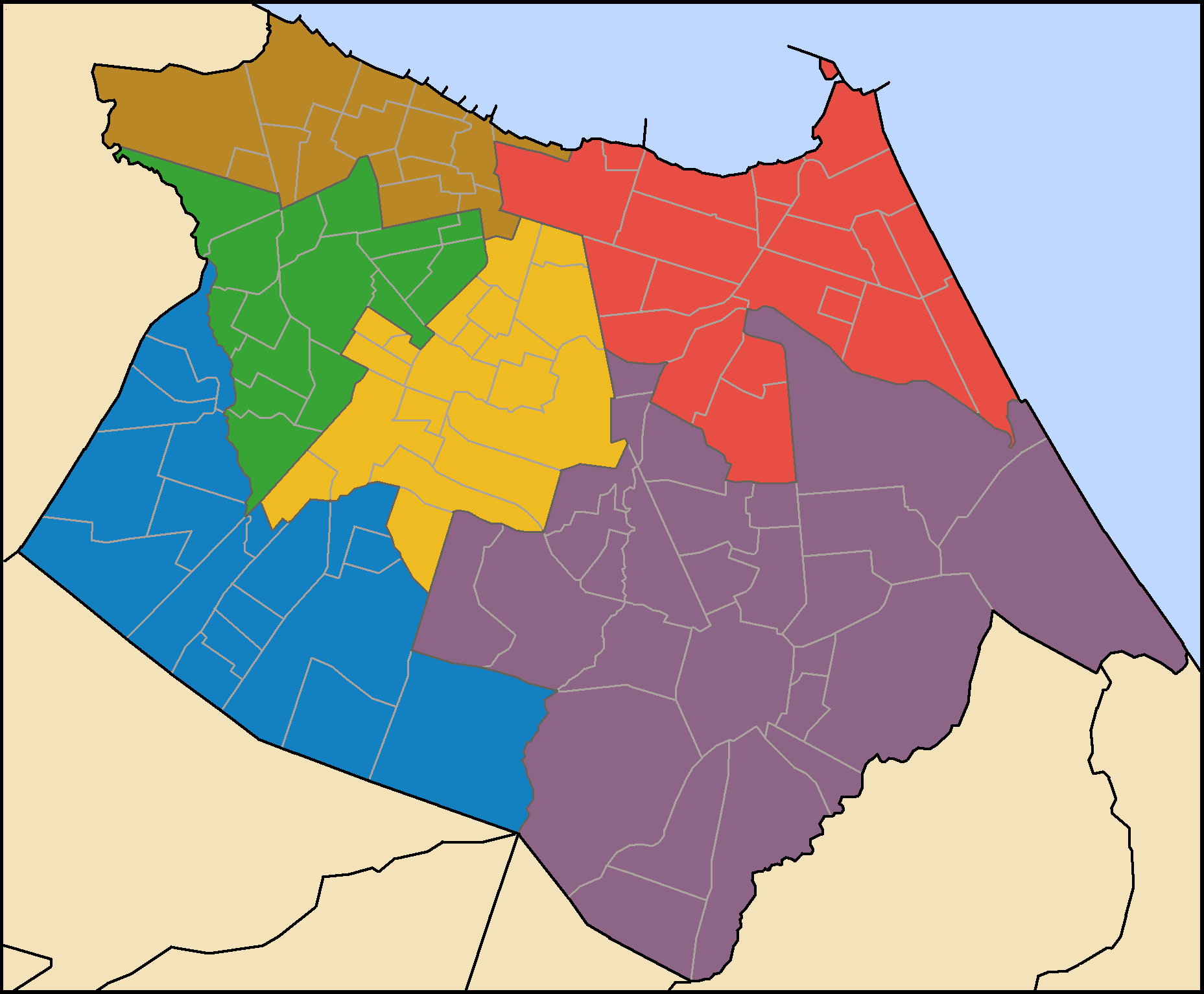
Localisation du SER VI (en mauve):
SER I
SER II
SER III
SER IV
SER V
SER VI

Edson Queiroz est un quartier de la ville de Fortaleza, au Brésil. Il est situé dans le secrétariat exécutif régional (SER) VI.